# Montée Hoche
Pour les articles homonymes, voir Hoche.
La montée Hoche est une voie du quartier de Serin à la jonction des 1er et 4e arrondissements de Lyon, en France. Elle est constituée d'escaliers reliant la jointure des quais Joseph-Gillet et Saint-Vincent à la rue de la Poudrière.

## Origine du nom
Elle tient son nom actuel de Lazare Hoche (1768-1797), un général français de la Révolution. Il lui a été attribué par délibération municipale du 19 novembre 1878. Auparavant, cette voie a été dénommée montée Bonaparte.

## Histoire
Le 15 avril 1805, Napoléon Ier monte à la Croix-Rousse à cheval par ce passage.